# Hamberg (Kobernaußerwald)
Der Hamberg ist ein 722 m ü. A. hoher Berg im Hauptkamm des Hausruck-und-Kobernaußerwald-Zuges zwischen Innviertel und Traunviertel in Oberösterreich.

## Lage und Landschaft
Der Gipfel befindet sich im Gemeindegebiet von Waldzell (Bezirk Ried im Innkreis, Nordseite), dessen zweithöchste Erhebung er darstellt – die südlich gelegene Schranne ist 5 Meter höher. Als Hamberg bezeichnet man eigentlich die gesamte Kammlinie zwischen den Einsattelungen Flucht im Osten (702 m, Pass der L1068 Redleitner Straße) und derjenigen bei Mooseck nördlich (ca. 695 m), mit den beiden Gipfeln 722 m ü. A. südöstlich und 715 m ü. A. nordwestlich. Im Profil des Kammes zeichnen sich die Gipfelpunkte kaum ab.
Den Nordosten entwässert die Ach (Waldzeller Ache: Anfangerbach und Schrattenecker Bach/Bindermannbachl), den Südosten die Mattig (Schwemmbach mit Hundstalbach), beide im Einzugsgebiet des unteren Inn.
Beim südlicheren Gipfel zweigt der Kamm zu Schranne (727 m ü. A.) und Kalteis (734 m ü. A.) ab, der das Hochecker Schwemmbachtal vom Fornacher Redltal (über Vöckla – Ager zur Traun) trennt.
Der Berg wird meist zum Kobernaußerwald (Westteil des Zugs) gerechnet, teilweise auch zum Hausruck (Ostteil) – deren Abgrenzung wird irgendwo hier im Raum, teils direkt am Hamberg gesehen.

## Erschließung
Der Berg liegt nicht am Hausruck-Höhenweg (Hausruck-Kobernaußerwald-Weitwanderweg HKWW/10HK Haag – Mattighofen, Teil des Rupertiweg/E10), der zwischen Hengstberg/Erkaburger Taferl und nördlich am Hamberg nach Schratteneck hinunter ausmarkiert ist, ist aber durch die am Kamm weiterlaufende Forststraße leicht erreichbar, auch eine gute Mountainbikestrecke.